# Philologus von Rom
Philologus war ein Schüler des Apostels Paulus in Rom. Er wird, neben Asyncritus, Phlegon, Hermes, Hermas, Patrobas, Julia, Nereus und Olympas, im Römerbrief von Paulus gegrüßt (Röm 16,15 ). Unklar ist, ob dieser Philologus gleichzusetzen ist mit Philologus von Sinope, der zu den Siebzig Jüngern gehört. Die katholische Kirche jedenfalls gedenkt beider als Heiligen an unterschiedlichen Tagen, dem Philologus von Sinope am 4. Januar und dem römischen Philologus am 4. November.